# Esquipulas del Norte (kommun)
Esquipulas del Norte är en kommun i Honduras.   Den ligger i departementet Departamento de Olancho, i den centrala delen av landet, 150 km nordost om huvudstaden Tegucigalpa. Antalet invånare är 6 425.